# Chalepi, Xanthi
Chalepi (sau Halepi) este un mic sat semimuntos din Tracia în Periferia Xanthi.
Chalepi este situat la granița cu Prefectura Drama la poalele nordice ale Munților Lekani la o altitudine de 208 m. Este situat la 47 km de Xanthi și la 43 km de Drama. La nord de sat trece râul Nestos și drumul național Xanthi - Drama, iar la 7 km nord-vest de Chalepi se află localitatea Paranesti. Este considerată una dintre așezările montane abandonate din Stavroupoli, care se află într-o zonă de o frumusețe naturală rară și o diversitate istorică și folclorică deosebită. Locuitorii săi permanenți sunt câțiva păstori. În perioada stăpânirii turcești a fost denumit Halep iar locuitorii săi musulmani, după Tratatul de la Lausanne și schimbul de populații, au migrat în Turcia, în timp ce satul a găzduit, până în 1928, 11 familii de refugiați creștini din Asia Mică. Conform recensământului din 2021 există 12 locuitori.